# Ischnocnema bolbodactyla
Espèce
Synonymes
- Eupemphix bolbodactyla Lutz, 1925
- Eleutherodactylus bolbodactylus (Lutz, 1925)

Statut de conservation UICN

 LC  : Préoccupation mineure
Ischnocnema bolbodactyla est une espèce d'amphibiens de la famille des Brachycephalidae.

## Répartition
Cette espèce est endémique du Sud l'État de Rio de Janeiro au Brésil. Elle se rencontre jusqu'à 400 m d'altitude.

## Publication originale
- Lutz, 1925 : Batrachiens du Brésil. Compte Rendu des Séances de la Société de Biologie Paris, vol. 93, no 21, p. 137-139.